# Fluorure d'ammonium
Le fluorure d'ammonium (NH4F) est un composé chimique pouvant être obtenu par la neutralisation de l'ammoniac par  de l'acide fluorhydrique. Il cristallise en petits prismes ayant un fort goût salé et extrêmement solubles dans l'eau.

## Propriétés
Chauffé avec eux, ce composé est capable de dissoudre les silicates, et donc le verre, une propriété qu'il partage avec tous les fluorures solubles. Pour cette raison, il ne peut être stocké dans des récipients en verre. Il se sublime lorsqu'il est chauffé (propriété commune aux sels d'ammoniac), car il se décompose alors en ammoniac et fluorure d'hydrogène, qui reforment le flurorure d'ammonium quand ils refroidissent. Cette réaction est donc totalement réversible : 
NH4F  {\displaystyle \rightleftharpoons }  NH3 + HF.
En faisant passer du fluorure d'hydrogène (donc en excès) sur le sel, le fluorure d'ammonium absorbe une molécule de gaz formant un composé de bifluorure d'ammonium, selon la réaction :
NH4F + HF → [NH4][HF2] ou [NH4]F·HF.

## Cristallographie
Le fluorure d'ammonium a une structure de type wurtzite (hexagonal), dans laquelle les cations ammonium et les anions fluorures sont empilés en couches alternées (ABABAB), chaque groupement d'une espèce étant au centre d'un tétraèdre formé par quatre groupements de l'autre espèce. La structure est assurée par des liaisons hydrogène NH...F.

## Utilisation
Le fluorure d'ammonium sert en général à graver les verres ou les composés comportant du dioxyde de silicium.
Il est notamment utilisé dans la gravure du silicium en microfabrication, directement sous cette forme ou sous forme de bifluorure d'ammonium (plus concentrée en acide donc plus efficace), ou comme solution tampon du BOE (composé de bifluorure d'ammonium et d'acide fluorhydrique dans une proportion 6:1).